# Bahman Salemiinjehboroun
Bahman Salemiinjehboroun (Gonbad-e Qābus, 15 de janeiro de 1989) é um voleibolista de praia iraniano medalhista de ouro no Campeonato Asiático de Vôlei de Praia de 2017 na Tailândia, alem do vice-campeonato na edição do ano de 2018 no mesmo país.

## Carreira
Em 2013 formando dupla com Bahman Gholipoury disputou a edição do Campeonato Asiático de Vôlei de Praia de 2013 realizado em Wuhan, finalizaram na quinta colocação.Na temporada de 2014 passou a competir ao lado de Rahman Raoufi e alcançou a medalha de ouro na edição do Circuito Asiático de Vôlei de Praia de 2014 no Aberto de Songkhlae foram semifinalistas no Aberto de Khanom, assumindo o quarto posto final; ainda terminaram na nona colocação no Campeonato Asiático de Vôlei de Praia em Jinjiange pelo Circuito Mundial de Vôlei de Praia daquele ano competiu ao lado de Saber Hoshmand no Aberto de Mangaung terminando na vigésima quinta colocação.
No ano seguinte voltou a competir com Rahman Raoufi nas etapas do Circuito Mundial de Vôlei de Praia de 2015 e terminaram a trigésima terceira posição no Aberto de Fuzhou e no quadragésimo primeiro lugar no Grand Slam de Yokohama;juntamente com este jogador disputou o Aberto de Nakhon Si Thammarat pelo Circuito Asiático de Vôlei de Praia de 2015, e ao final terminaram na quinta posição e obtiveram a terceira posição no Aberto de Songkha e também no Aberto de Jogjacarta; ainda conquistaram o vice-campeonato na Continental Cup (Ásia Central) disputada em Calecute.
Com Rahman Raoufi terminou na décima sétima posição no Aberto de Kish pelo Circuito Mundial de 2016e trigésimo terceiro posto no Aberto de Doha disputado no final de 2015;, disputaram o Campeonato Asiático de Vôlei de Praia de 2016 em Sydney finalizando na décima sétima colocação.Competiu com esta parceria na edição da Continental Cup Semifinals de 2016, terceira fase, conquistou a medalha de ouro em Kalasin e terminaram na quinta colocação na etapa da Continental Cup Finals de 2016 em Cairns.
Em 2017 competiu ao lado de Rahman Raoufi pelo Circuito Mundial no Aberto de Kish, quando encerraram na décima sétima colocação, alcançaram o quadragésimo primeiro lugar no torneio categoria tres estrelas realizado em Moscou, o terceiro lugar no torneio categoria uma estrela em Agadir e ainda terminaram na trigésima sétima colocação na edição do Campeonato Mundial de Vôlei de Praia de 2017 realizado em Viena; ainda terminaram na nona no Circuito Asiático de Vôlei de Praia em Satun, também medalhistas de ouro na edição do Campeonato Asiático de Vôlei de Praia de 2017 em Songkhla e nono lugar no Aberto do Catar, ai terminaram na nona posição no Aberto de Osaka pelo pelo referido circuito, além do quarto posto no Aberto de Palembang.
Formando dupla com Rahman Raoufi disputou o Circuito Mundial de 2018 alcançando a vigésima quinta posição no Aberto de Kish, etapa válida pelo torneio categoria tres estrelas, foram medalhistas de prata no Aberto de Omã, categoria uma estrela; depois prosseguiu competindo com Arash Vakili obtendo o quinto lugar no Aberto de Satun, categoria uma estrela, ma mesma categoria, obtiveram a mesma posição no Aberto de Aydin e no Aberto de Samsun.Com esta formação de dupla  conquistou o terceiro lugar no Aberto de Songhla pelo Circuito Asiático de Vôlei de Praia de 2018.
Ainda em 2018 disputou ao lado de Arash Vakili a edição do Campeonato Asiático de Vôlei de Praia realizado em Satun e finalizaram com a medalha de prata.No início da temporada do Circuito Mundial de 2019, iniciado em 2018, passou a competir ao lado de Arash Vakili na conquista da medalha de bronze no Aberto de Bandar Torkaman, categoria uma estrela

## Títulos e resultados
- Torneio 1* de Bandar Torkaman do Circuito Mundial de Vôlei de Praia:2019[34]
- Torneio 1* de Omã do Circuito Mundial de Vôlei de Praia:2018[28]
- Torneio 1* de Agadir do Circuito Mundial de Vôlei de Praia:2017[20]
- Continental Cup Semifinals:2016[15]
- Continental Cup (Ásia Centralˈ:2015[11]
- Aberto de Songkha de Circuito Asiático:2014[2]
- Aberto de Songkha de Circuito Asiático:2018[32]
- Aberto de Jogjacarta de Circuito Asiático:2015[10]
- Aberto de Songkha de Circuito Asiático:2015[9]
- Aberto de Khanom de Circuito Asiático:2014[3]
- Aberto de Palembang de Circuito Asiático:2017[26]